# Persian Risk
Persian Risk es una banda de heavy metal formada en 1979 en Cardiff, Gales. El guitarrista Phil Campbell reclutó al vocalista Jon Deverill, al guitarrista rítmico Dave Bell, al bajista Nick Hughes y al baterista Razz. El grupo estuvo activo hasta 1986. En el 2012, la banda fue reunida por el vocalista Carl Sentance, aunque sin la participación de ningún miembro anterior de la agrupación.

## Discografía

### Sencillos
- "Calling for You" b/w "Chase the Dragon" (SRT Records, 1981)
- "Ridin' High" b/w "Hurt You" (Neat Records, 1983)
- "Too Different" 12" EP (Zebra Records, 1984)

### Álbumes
- Rise Up (Metal Masters, 1986 / High Vaultage, 1997 / Powerage, 2002)

01. "Hold the Line"

02. "Jane"

03. "Rise Up"

04. "Brave New World"

05. "Don't Turn Around"

06. "Sky's Falling Down"

07. "Break Free"

08. "Dark Tower"

09. "Rip It Up"

10. "Women in Rock"
- Once a King (2012)

01. "Asylum"

02. "Riding High"

03. "Killer"

04. "Once a King"

05. "Soul Deceiver"

06. "Battle Cry"

07. "Spirit in My Dreams"

08. "Ride the Storm"

09. "Fist of Fury"

10. "Women and Rock"

11. "Wasteland"

### Compilados
- Heavy Metal Heroes Vol.2 (Heavy Metal Records, 1982)
- 60 Minutes Plus (Neat Records, 1982)
- All Hell Let Loose (Base Records/Neat, 1983)